# Gilbert de Montpensier
Gilbert de Bourbon, né en 1443, mort à Pouzzoles le 15 octobre 1496, est comte de Montpensier et dauphin d'Auvergne, comte de Clermont, et vice-roi de Naples.
Il est fils de Louis Ier de Bourbon, comte de Montpensier et de Gabrielle de La Tour d'Auvergne.

## Biographie
Du vivant de son père, il porte le titre de comte-dauphin, et fait ses premières armes contre Charles le Téméraire, duc de Bourgogne en 1471 et en 1475. Pendant la Guerre folle, il reste fidèle à la régente Anne de France et combat François II, duc de Bretagne en 1487. En 1489, il opère dans le Roussillon contre les Aragonais de Ferdinand II d'Aragon.
Enfin, il accompagne Charles VIII dans la première guerre d'Italie, et reste à Naples comme vice-roi. Il combat Ferdinand d'Aragon qui a débarqué en Italie, mais meurt des fièvres qui déciment ses troupes.
Il épouse à Mantoue le 25 février 1481 Claire Gonzague (1464 † 1503), fille de Frédéric Ier, marquis de Mantoue et de Marguerite de Bavière, et avait eu :
- Louise (1482 † 1561), duchesse de Montpensier, dauphine d'Auvergne, mariée à André III de Chauvigny (+1503), puis à Louis, prince de la Roche-sur-Yon (1473 † 1520)
- Louis II (1483 † 1501), comte de Montpensier
- Charles III (1490 † 1527), duc de Bourbon et connétable de France, marié en 1505 à Suzanne de Bourbon, duchesse de Bourbon et d'Auvergne, comtesse de La Marche (1491-1521)
- François (1492 † 1515), duc de Châtellerault
- Renée, dame de Mercœur (1494 † 1539), mariée en 1515 à Antoine II, duc de Lorraine et de Bar (1489 † 1544)
- Anne (avril 1496-1510)